# NGC 4006
NGC 4006 ist eine Elliptische Galaxie vom Hubble-Typ E3 im Sternbild Jungfrau auf der Ekliptik. Sie ist schätzungsweise 256 Millionen Lichtjahre von der Milchstraße entfernt und hat einen Durchmesser von etwa 125.000 Lichtjahren.
Im selben Himmelsareal befinden sich u. a. die Galaxien IC 754 und IC 2976.
Das Objekt wurde am 15. April 1828 von John Herschel entdeckt.